# Lingiades

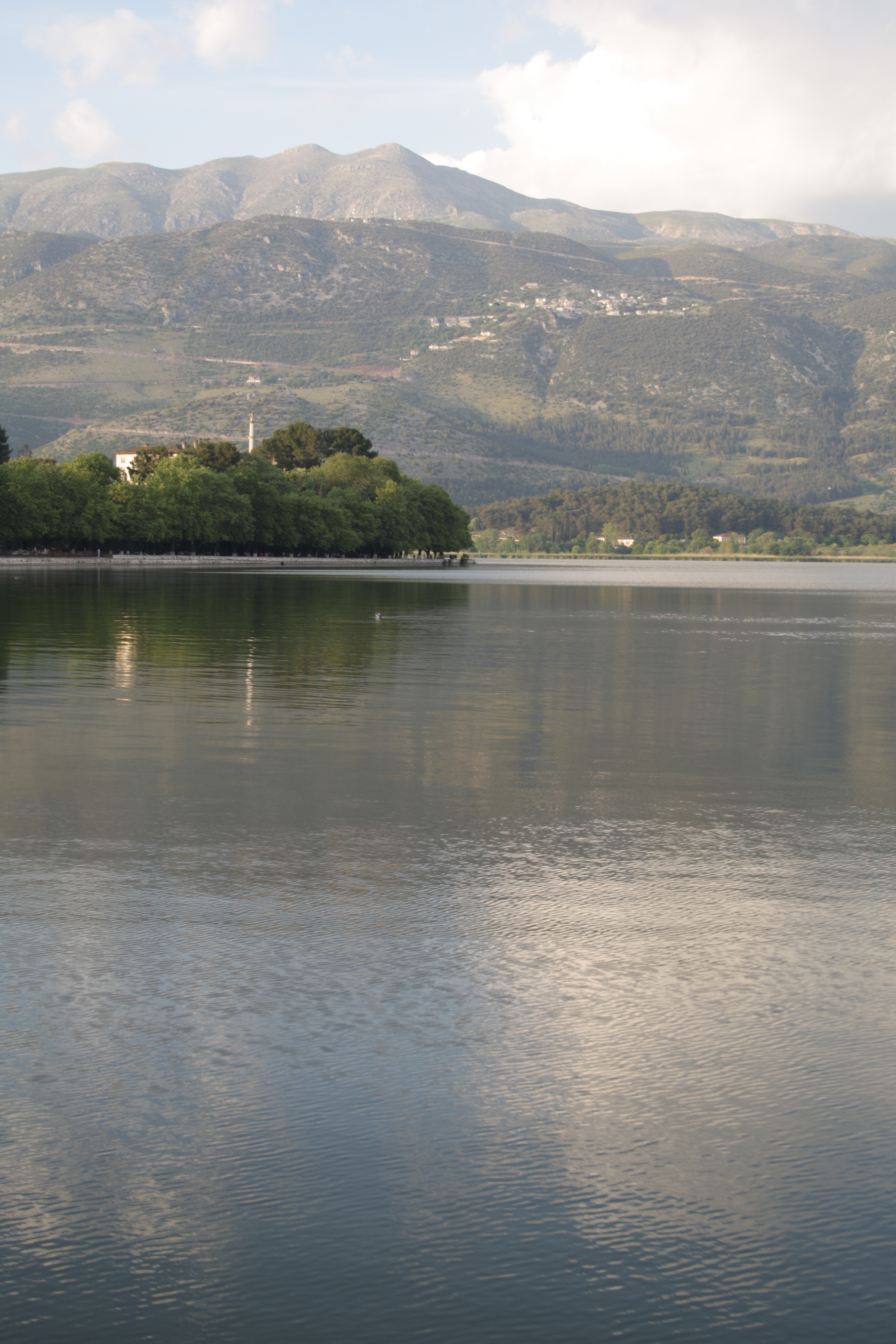
Lingiades über dem Nordufer das Pamvotida-Sees

Lingiades (griechisch Λιγκιάδες (m. pl.) oder Lyngiades Λυγκιάδες, selten auch Ligiades) ist ein Dorf im Gemeindebezirk Perama der Gemeinde Ioannina in der griechischen Region Epirus.

## Lage
Das Dorf Lingiades liegt auf etwa 900 m Höhe auf der Südseite des Mitsikeli-Bergmassivs, etwa 1,5 km nördlich des Pamvotida-Sees. Mit einer Fläche von 25,082 km² bildet Lingades die größte Ortsgemeinschaft im Gemeindebezirk Perama und die zweitgrößte der Gemeinde Ioannina. Benachbarte Ortsgemeinschaften sind im Norden Kaloutas, Anthraktis, Kavallari und Karyes der Gemeinde Zagoria. Im Osten grenzt Kryovrisi an, im Süden Amfithea sowie im Westen Perama und Krya.

## Gliederung
Das Dorf bildete von 1919 bis zur Eingemeindung 1997 nach Perama eine selbständige Landgemeinde (Kinotita Lingiadon Κοινότητα Λιγκιάδων). Durch die Verwaltungsreform 2010 wurde Perama mit fünf weiteren Gemeinden zur neuen Gemeinde Ioannina fusioniert. Seither führt Lingiades den Status einer Ortsgemeinschaft (Τοπική Κοινότητα).
Einwohnerentwicklung von Lingiades
| 1913 | 1920 | 1928 | 1940 | 1951 | 1961 | 1971 | 1981 | 1991 | 2001 | 2011 |
| ---- | ---- | ---- | ---- | ---- | ---- | ---- | ---- | ---- | ---- | ---- |
| 250  | 222  | 272* | 452  | 139  | 190  | 137  | 147  | 114  | 204  | 92   |

* einschließlich Karnes 64 Einwohnern

## Geschichte
Während der deutschen Besetzung Griechenlands im Zweiten Weltkrieg wurde am 1. Oktober 1943 der Oberstleutnant Josef Salminger von Mitgliedern der EDES-Widerstandsgruppe getötet. Dies führte zu Vergeltungsmaßnahmen gegen die Zivilbevölkerung in der weiteren Umgebung. Der Kommandeur der 1. Gebirgs-Division der Wehrmacht Hubert Lanz forderte im Korps-Tagesbefehl „… eine schonungslose Vergeltungsaktion in 20 km Umkreis der Mordstelle …“ Das Dorf wurde am 3. Oktober zunächst aus Artilleriestellungen auf der Ioannina-Insel und aus Perama unter Beschuss genommen. Beim folgenden Massaker wurden 82 Bewohner ermordet, darunter 34 Kinder bis 11 Jahren. Nahezu alle Häuser und Hütten außer der Kirche und dem Schulgebäude wurden zerstört.
Anlässlich seines Staatsbesuchs in Griechenland besuchte Bundespräsident Joachim Gauck gemeinsam mit dem griechischen Staatspräsidenten Karolos Papoulias Lingiades am 7. März 2014, „um dort der Opfer eines grausamen Massakers zu gedenken.“ Gleichzeitig bat Gauck im Namen Deutschlands die Familien der Ermordeten um Verzeihung.